# Giovanni 2. Participazio
Giovanni 2. Participazio (eller Particiaco) var den femtende doge i Venedig. Han regerede sammen med sin far indtil dennes død i 881, og derefter indtil han trak sig tilbage i 887. 
Han var en nepotist, som var fast besluttet på, hans familie skulle fortsætte på posten. Han forsøgte at få sin bror Badoaro udpeget til at styre  Comacchio, og med det formål sendte han ham til paven. Han blev imidlertid taget til fange af Marinus, greven af Comacchio, og sendt tilbage til Venedig, hvor han kort efter døde. Giovanni angreb og hærgede Comacchio, men han kunne ikke fastholde det, da det tilhørte paven. 
I 883 indgik Giovanni en favorabel aftale med kejser Karl den Tykke. 
Giovanni knyttede sin Pietro til dogeposten, men denne døde. Så tilknyttede han sin bror Orso, men han nægtede at acceptere posten, indtil Giovanni blev alvorligt syg. Så valgte venetianerne Pietro Candiano til doge, og  Giovanni trak sig tilbage til privatlivet. Han forsøgte dog at blive doge igen, da Candiano døde, men det lykkedes ikke på grund af hans dårlige helbred.